# Care for Me
Albums de Saba
Bucket List Project
(2016)
Singles
1. Busy
Sortie : 26 février 2018
2. Life
Sortie : 20 mars 2018

Care for Me est le deuxième album studio de Saba, sorti le 5 avril 2018 sur le label Saba Pivot, LLC.

## Réception
Care for Me reçoit d'excellentes critiques, obtenant un score de 93/100 sur le site Metacritic, basé sur cinq critiques.

## Liste des titres
| No  | Titre                                | Durée |
| --- | ------------------------------------ | ----- |
| 1.  | Busy / Sirens (featuring theMIND)    | 5:29  |
| 2.  | Broken Girls                         | 4:37  |
| 3.  | Life                                 | 2:42  |
| 4.  | Calligraphy                          | 3:04  |
| 5.  | Fighter (featuring Kaina)            | 4:42  |
| 6.  | Smile                                | 3:28  |
| 7.  | Logout (featuring Chance the Rapper) | 2:30  |
| 8.  | Grey                                 | 4:00  |
| 9.  | Prom / King                          | 7:31  |
| 10. | Heaven All Around Me                 | 3:32  |

Notes
- Tous les titres sont stylisés en majuscule.
- Tous les titres sont produits par daedaePIVOT, Daoud et Saba.
- Prom / King comprend des vocales non créditées de John Walt.